# Condalia hookeri
Condalia hookeri är en brakvedsväxtart som beskrevs av Marshall Conring Johnston. Condalia hookeri ingår i släktet Condalia och familjen brakvedsväxter. Utöver nominatformen finns också underarten C. h. edwardsiana.